# SŽD-Baureihe Д
Die Dieseltriebwagen der Reihe Д (D) waren Dieseltriebwagen für den Vorortverkehr, die nach 1960 in der Firma Ganz-MÁVAG als Nachfolge der ДП entwickelt worden. Sie wurden bis 1964 in 89 Exemplaren gefertigt und waren bei der SŽD bevorzugt im Baltikum für die Sicherstellung des Vorortverkehrs auf nichtelektrifizierten Strecken eingesetzt. Im Zuge des Betriebes zeigten sich an den Fahrzeugen einige technische Mängel, so dass der Hersteller ab 1963 mit der Herstellung der SŽD-Baureihe Д1 zur Ablösung der Fahrzeuge begann. Ein existierendes Exemplar der Fahrzeuge ist in der ehemaligen UdSSR nicht erhalten geblieben.

## Geschichte

### Voraussetzung zum Erscheinen der Züge
1956 begann auf den Eisenbahnen der ehemaligen UdSSR eine breite Elektrifizierung der Hauptstrecken. Zum Anfang der 1960er Jahre wurde auf den elektrifizierten Abschnitten der Eisenbahn die Dampftraktion von Elektrolokomotiven im Güter- sowie Personenzugdienst abgelöst. Auf den nichtelektrifizierten Strecken nahm mehr und mehr die Diesellokomotive die Oberhand. Gleichzeitig wurde im Zwischenstadt-Bereich die Motorwagentraktion eingeführt. Die sowjetische Fahrzeugindustrie besaß auf diesem Gebiet noch keine Erfahrung für die Herstellung ähnlicher Fahrzeuge. Deshalb wurde ein Auftrag für die Entwicklung eines Fahrzeuges für den Zwischenstadtbereich an Ganz-MÁVAG in Budapest gegeben, die zum damaligen Zeitpunkt die größten Erfahrungen auf dem Triebwagenbau besaß. Schon Anfang der 1950er Jahre wurden von der Firma die drei- bzw. sechsteiligen Triebzüge der Reihe ДП an die ehemalige UdSSR geliefert. Diese Fahrzeuge waren aber für den Fernverkehr vorgesehen.
Von 1960 an wurde in dem Werk in Budapest die Auslieferung eines dreiteiligen Diesel-Triebzuges für die UdSSR eingerichtet, er erhielt ursprünglich ebenfalls die Bezeichnung ДП (DP), später wurde die Bezeichnung in Д (D) umgeändert. Der erste Dieselzug mit der Nummer 21 kam Mitte 1960 in der UdSSR an.

### Erprobung
In der zweiten Hälfte des Jahres 1960 durchlief der Zug eine halbjährliche Prüfung auf dem Gleisring des Allrussischen Forschungsinstituts für Schienenverkehr. Im Verlauf der Erprobung erhielt der Triebwagen den Bezeichnungsindex Д-0 (D-0), was Versuchsdieselzug bedeutete. Im Februar wurde dieser Triebwagen zur Betriebserprobung an die Eisenbahn in Lettland gegeben und führte Fahrten auf den Abschnitten um Riga und Jelgava durch. Die mittlere Beschleunigung des Triebwagens betrug 0,3 … 0,4 m/s2. Im Zuge der Erprobung ergaben sich einige Unzulänglichkeiten der Serie wie der Bruch der Ölpumpe. Nach der Beendigung des Versuchsbetriebes wurde der Triebzug als brauchbar für die Personenbeförderung anerkannt.

### Betrieb
Den Dieselzug der Reihe Д erhielten im Betrieb die Eisenbahnen im Baltikum (die Depots in Vilnius, Radwilischkis und Kaliningrad), die Eisenbahnen im Bereich Gorkowski, die Donezka Salisnyzja, die Moskowskaja schelesnaja doroga, die Turkestan-Sibirische Eisenbahn, die Odeska Salisnyzja, die Eisenbahnen um Lwiw und die Oktoberbahn. Zum Stand 1. Januar 1976 ergaben sich auf den Eisenbahnen im Baltikum 15 Fahrzeuge, der Donezka Salisnyzja 17 Fahrzeuge, der Turkestan-Sibirische Eisenbahn 16 Fahrzeuge, in Lwiw sechs Fahrzeuge, bei der Odeska Salisnyzja 21 Fahrzeuge und bei der Oktoberbahn 11 Fahrzeuge.
Die Fahrzeuge waren zu der Zeit besonders farbenfroh gestaltet; unten waren sie dunkelgrün gespritzt, von der Unterkante der Festerkante an waren sie hellgrün gespritzt, und das Dach war silbern. Die Grenzen der Grünfärbungen wurden durch goldene Leisten gekennzeichnet. Der erste Dieselzug der Serie, die Nummer 021, arbeitete ab 1961 auf der Linie Riga – Daugavpils und später auf der Linie Riga – Ventspils. Im Betrieb mit dem Triebwagen gab es Störungen bei der Kraftübertragung und dem Dieselmotor. Im Herbst 1962 wurde die Einheit an das Depot in Vilnius gegeben. Gleichzeitig erhielt dieses Depot zusätzlich noch drei Triebwagen mit der Nummerierung 022 bis 024. Den Triebwagen oblag die Bedienung des Knotens von Vilnius, vorzüglich auf den Richtungen Kaunas, Švenčionėliai und Kaišiadorys. Im Mai 1964 entstand im Depot Vilnius eine große Reparaturhalle für die Triebwagen, in der Folge wurden alle baltischen Triebzüge hier repariert.
1962 erhielten auch die Eisenbahnen im Bereich Gorkowski einen Triebzug der Reihe Д mit der Nummer 034. Vom 16. November an bediente er die Strecken im Abschnitt Kasan und Arsk. 1963 erhielt die Gesellschaft noch vier Triebwagen der Serie und 1964 noch einen. Diese sechs Fahrzeuge versahen den Dienst im Vorortverkehr in dieser Region bis zu der Elektrifizierung, danach wurden sie nach Taschkent weitergegeben. Ab 1965 kam es zu größeren Verschiebungen der Serie im Zusammenhang mit der Lieferung der neuen Serie Д1. So wurden alle Züge aus Vilnius nach Radviliškis abgegeben. Dort bedienten sie den Personenzug-Abschnitt Šiauliai – Radviliškis. 1966 erschienen in Kaliningrad ebenfalls neue Д1, daraufhin wurden bis 1974 alle Triebwagen Д ebenfalls nach Radviliškis abgegeben. Nachdem der Vorortverkehr im Knoten von Taschkent aufgegeben worden war, wurden die dort bis zuletzt eingesetzten Д ebenfalls nach Radviliškis umbeheimatet (Nr. 034 und Nr. 053). Im Jahr 1974 waren in Radviliškis 16 Dieseltriebwagen Д konzentriert. Sie bedienten die Vorort-Verbindungen um Šiauliai und Klaipėda, von 1971 bis 1972 bedienten sie ebenfalls die Linien Riga – Mažeikiai.
1964 erhielt auch die Oktoberbahn 12 Dieselzüge Д, und zwar das Depot Leningrad Finnischer Bahnhof (Nr. 080–089) sowie Leningrad Moskowskoj (Nr. 108, 109). Dort bedienten sie die nichtelektrifizierten Küstengebietsrichtungen. Später wurden diese Fahrzeuge alle in das Depot Wyborg versetzt. Im Zuge des Betriebes offenbarten sich bei den Dieseltriebwagen Д einige konstruktive Unzulänglichkeiten; geringe Haltbarkeit der Reibungskupplung, geringe Beschleunigungswerte für den Vorortverkehr und das nicht ausreichende Fassungsvermögen. In diesem Zusammenhang lieferte die Ganz-MÁVAG die vierteilige SŽD-Baureihe Д1 von 1964 bis 1988 aus. Von dieser Reihe entstanden 95 Fahrzeuge. Dessen hauptsächliche Unterschiede waren der stärkere Dieselmotor und die Ausrüstung als vierteilige Einheit. Außerdem erhielt das Fahrzeug eine Kraftübertragung mit hydromechanischer Übertragung.
Zum Anfang der 1980er Jahre wurden die Dieselzüge der Reihe Д mit den niederen Nummern ausgemustert. Bei der Oktoberbahn wurden die letzten Dieselzüge Д im April 1984 ausgemustert (Nr. 086, 108, 109). Im Baltikum wurden die letzten Fahrzeuge im März 1987 aus den Inventarlisten gestrichen (Nr. 098, 104, 106). Der letzte arbeitende Dieselzug der Serie Д (Nr. 025) wurde zum Anfang des Jahres 2000 im Depot Chrystyniwka verschrottet. Er arbeitete dort als Dienstwagen.
Bis zur heutigen Zeit ist nicht einer der Dieseltriebwagen erhalten geblieben. In Radviliškis befanden sich noch 1989 einige Waggons des D-101 und D-106 und wurden im gleichen Jahr verschrottet. Bis 2002 befand sich dort auch der Beiwagen des D-021-2 auf seinen Achsen fahrunfähig stehend und mit erhaltenem Interieur. Im Depot Daugavpils ist der fahrunfähige D-106-2 als Schuppen erhalten geblieben. Im Depot Tiflis ist der Kasten von dem Motorwagen D-031 erhalten geblieben.

## Konstruktion des Fahrzeuges
Der gesamte Triebzug besteht aus zwei angetriebenen Endwagen und einem antriebslosen Mittelwagen, die miteinander kurzgekuppelt sind und hat die Achsfolge (A1A)' 2' + 2' 2' + 2' (A1A). Insgesamt wurden von Ganz-MÁVAG 89 Dieselzüge der Serie mit den Nummern 021 - 109 produziert. Die Lieferung umfasste 267 Fahrzeuge, 178 Motor- und 89 Beiwagen, und zwar in folgender Gliederung.
| Baujahr | Anzahl | Nummer der Einheit | gefertigte Waggons Gesamt(Antriebswagen/Mittelwagen) |
| ------- | ------ | ------------------ | ---------------------------------------------------- |
| 1960    | 1      | 021                | 3 (2/1)                                              |
| 1961    | 3      | 022 - 024          | 9 (6/3)                                              |
| 1962    | 13     | 025 - 037          | 39 (26/13)                                           |
| 1963    | 42     | 038 - 079          | 126 (84/42)                                          |
| 1964    | 30     | 080 - 109          | 90 (60/30)                                           |

### Wagenkasten
Der Wagenkasten ist eine feste, selbsttragende und geschweißte Metallkonstruktion, die auf dem Rahmen befestigt ist. Rahmen und Kasten des Fahrzeuges besteht aus dem Front-, dem Zwischen- und dem Endbereich. Der Frontbereich des Rahmens bestand aus geschweißten Profilen, die mit Rippen und Gurtblechen verstärkt waren. Im Rahmen war eine Aussparung für den im Drehgestell befestigten Dieselmotor vorgesehen. Der Zwischenteil des Rahmens bestand aus seitlichen und mittleren Segmenten, querlaufenden und schräg angeordneten gewalzten Profilen. Das Endteil des Rahmens bestand aus der Pufferbohle und schrägen Profilen sowie vereinzelten Streben. Die Konstruktion des Rahmens der Zwischenwagen war analog, es fehlten hier lediglich die Kopfteile. Der Kasten des Wagens war für die Verwendung auf Abschnitten mit niedriger Bahnsteigshöhe gedacht, verwendet werden konnte er aber auch auf Abschnitten mit hohen Bahnsteigen. An dem Ende des Fahrzeugteiles war die automatische Mittelpufferkupplung befestigt, ab dem Zug mit der Nummer 025 war auch noch ein Schneeräumer mit befestigt (die Einheiten früherer Nummerierung besaßen keine Schneeräumer). Der Triebwagen besaß zwei Eingangstüren jeweils an den Endseiten; diese waren jeweils als zweiflügelige Schiebetüren mit einem pneumatischen Antrieb ausgerüstet und konnten von dem Führerstand des Lokführers elektropneumatisch betätigt werden.

### Fahrzeugteil
Der Kasten mit dem Rahmen des Motorwagens war auf dem dreiachsigen Antriebs- und dem zweiachsigen antriebslosen Drehgestell gelagert, der Kasten des Beiwagens auf zwei zweiachsigen Drehgestellen. Die Rahmen der Drehgestelle waren eine Schweißkonstruktion. Die Last von dem Wagenkasten wurde auf die Antriebsdrehgestelle über zwei Gleitbahnen mit Schraubenfedern übertragen. Der Antrieb geschah über die beiden äußeren Achsen des Drehgestelles. Die mittlere Achse war antriebslos und war etwas versetzt angeordnet. Die Achsen waren in Rollenlager gelagert. Das gesamte Drehgestell war drehzapfenlos gestaltet. Die zweiachsigen antriebslosen Drehgestelle waren ebenfalls mittels Gleitbahnen von dem Wagenkasten abgestützt, zur Übertragung der Horizontalkräfte und der Drehbewegung diente ein Drehzapfen. Alle Räder waren rollengelagert in Rollenlagern der Firma SKF.

### Dieselmotor
Auf dem Dieselzug war der 12-Zylinder-Viertakt-Dieselmotor vom Typ Ganz-Jendrassik 12JV 17/24 mit einer nominalen Leistung von 500 PS eingesetzt. Es war ein Dieselmotor ohne Verdichtung und mit Vorkammer. Die maximale Leistung wurde bei einer Drehzahl von 1250/min abgegeben. Die Zylinder waren in V-Form angeordnet, der Winkel zwischen den Zylinderreihen betrug 40°. Der Kolbendurchmesser betrug 240 mm und der Kolbenhub 170 mm, das gesamte Hubvolumen 56,3 l. Der Zylinderblock, das Gehäuse und die Ölwanne des Dieselmotors waren aus Silumin, die Kolben bestanden aus einer Aluminiumlegierung und die Kurbelwelle aus legiertem Stahl. Bei maximaler Leistung betrug der Ausstoß an Kraftstoff 175 … 192 g/PSh. Die Masse des ungefüllten Dieselmotors betrug 3900 kg. Er wurde mit Hilfe eines Anlassers von der Akku-Batterie gestartet.

### Kraftübertragung
Die Kraftübertragung des Dieselzuges geschah über ein fünfstufiges mechanisches Getriebe vom Typ 540-L5. Das Drehmoment wurde von dem Dieselmotor auf die Eingangsradpaare über die Reibungskupplung übertragen, außerdem gehörten zu dem Getriebe noch ein Wendegetriebe sowie das Achsgetriebe. Die Übersetzung wurde lediglich aus zwei Paar Treibrädern hergestellt. Das Übertragungsverhältnis betrug in der 1. Stufe insgesamt 1:5,056. Bei einer Drehzahl des Dieselmotors von 1250/min und einem Durchmesser des Radsatzes von 950 mm betrug dabei die Geschwindigkeit 25,45 km/h, das Drehmoment an der Ausgangswelle 15200 Nm. In der 2. Stufe bei dem Übersetzungsverhältnis von 1:3,325 betrug die Geschwindigkeit 38,71 km/h und das Drehmoment 9970 Nm. Im 3. Gang war das Übersetzungsverhältnis 1:2,259, die Geschwindigkeit 56,97 km/h und das Übertragungsmoment 6770 Nm. Im 4. Gang war das Übertragungsverhältnis 1:1,486, die Geschwindigkeit des Zuges 86,63 km/h und das Drehmoment 4480 Nm. Im 5. Gang war die Ausgangswelle direkt mit der Eingangswelle verbunden, das Übersetzungsverhältnis betrug 1. Die Geschwindigkeit des Zuges konnte 128,71 km/h erreichen, das Drehmoment 3000 Nm.
Das Achsgetriebe war als Kegelradpaar mit einer Übersetzung von 1:1,826 ausgeführt.

### Elektroausrüstung
In jedem Motorwagen waren aufgestellt; ein Generator in Gleichstrom-Bauweise für die Kette der Verwaltung, die Beleuchtung sowie die Ladung der Akku-Batterie vom Typ EBZh-17/a; ein Generator für die Speisung eines Elektromotors für den Antrieb des Kühler-Ventillators; der Starter vom Typ FTB 18/80R.13 von der Firma Bosch; der Nickel-Eisen-Akkumulator vom Typ 2 SK-400 mit einer Kapazität von 400 Ah (Spannung 48 V); zwei Kontroler; Schütze und andere Einrichtungen.

### Brems-Einrichtung
Die Bremsausrüstung des Diesel-Zuges war nach dem System Westinghouse aufgebaut. Es war eine doppelseitige Klotzbremse. Bei dem Motordrehgestell wirkte sie auf die beiden angetriebenen Achsen, bei den Laufdrehgestellen auf beide Achsen. Die berechnete Bremskraft betrug auf das Antriebsdrehgestell 12 t, auf die antriebslosen Drehgestelle 9 t. Der Kompressor für die Erzeugung der Bremsluft war dreizylindrig vom Typ VV-100/100, er produzierte 730 l/min bei einer Umdrehung der Kolbenwelle von 1000/min.

### Innere Einrichtung
In dem Motorwagen war von vorn hinter der Kabine des Maschinisten abgetrennt der Maschinenraum, nach ihm kam ein Gepäckabteil mit fünf schwenkbaren Plätzen und einem Windfang. Danach kam das Personenabteil, in diesem war eine Toilette und zwei Windfangtüren untergebracht. Die Einstiegstüren waren jeweils an den Vorräumen neben dem Passagierabteil angebracht.
In dem Beiwagen war das Personenabteil in Großraumbauweise, an dessen Ende jeweils eine Windfangtür diesen von dem Einstiegsraum abtrennte. Die Hauptfläche des Fahrgastabteiles nahmen zwei- oder dreireihige Sitzbänke ein, die mit Mittelgang getrennt waren. Die Sitzplätze waren in der sogenannten harten Bauweise ausgeführt, ausgenommen von einigen Einheiten früherer Lieferungen (Nr. 024, 025, 026, 027, 030, 032). Der Rahmen der Sitzbänke war aus Rohren mit stählernen Winkelversteifungen hergestellt und mit hölzernen Latten aus Buche belegt. Im Passagierraum des Motorwagens waren 72 Sitzplätze, im Beiwagen 128. Über den Fenstern des Passagierraumes waren an den Seiten die Gepäckablagerungen befestigt, sie waren aus Aluminium-Walzmaterial hergestellt. Die Beleuchtung des Fahrgastabteiles war an der Decke angebracht, sie war angeordnet in zwei Reihen über den Sitzbänken.

## Bedienung des Diesel-Zuges
Die Verwaltung des Dieselzuges wurde von einem der beiden Führerstände durchgeführt. Die Verwaltung geschah von dem Fahrschalter und elektropneumatischen Apparaten. Der Fahrschalter vom Typ KV6/V besaß neun Positionen: 0, C, S, A, 1, 2, 3, 4 und 5. In der Position 0 waren alle Ketten der Verwaltung des Zuges ausgeschaltet. In der Stellung C wurde hergestellt die Stellung Inbetriebnahme, es konnten der Dieselmotor angelassen werden und das Wendegetriebe umgesteuert werden. In der Stellung S wurde die Drehzahl des Dieselmotors von 550…660/min auf 850…900/min erhöht. In der Stellung A fuhr der Triebwagen mit geringer Beschleunigung an, in den Stellungen 1 bis 4 wurde mit mittlerer Beschleunigung gefahren, in der Stellung 5 mit großer Beschleunigung. Dazu kam noch die Bedienung der Kupplung und des Schaltgetriebes. Man kann sich vorstellen, dass die Fahrzeuge noch etwas komplizierter als die DR-Baureihe VT 2.09 in Ursprungsausführung zu bedienen waren und viel Konzentration vom Lokpersonal verlangten.
Auf dem Dieselzug waren Einrichtungen zur Kontrolle der Wachsamkeit des Maschinisten als Totmanneinrichtung vorhanden. Diese konnte den Zug automatisch zum Stehen bringen, wenn der Lokführer bei Fahrt die Tastatur losließ.

## Technische Wartung und Reparatur
Die Wartung des Diesel-Zuges fand in komplexen Arbeiten über die Aufrechterhaltung der Einheit im Zustand der technischen Intaktheit und Bereitschaft zur Arbeit statt. Die Wartung wurde in verschiedenen Zyklen im Einvernehmen mit dem Ministerium für Verkehrswesen und Nachrichtenwesen durchgeführt; die Wartungsstufe TO-1 fand bei Annahme und Ablieferung des Zuges statt; die Wartungsstufe TO-2 nach 48 h Betrieb; die Warungsstufe TO-3 nach zehn Tagen Betrieb;
Die Reparatur schloss komplexe Arbeiten zur Wiederherstellung der Intaktheit und Arbeitsfähigkeit der Einheiten ein. In diesem Umfang wurden periodisch fließende Reparaturen des Diesel-Zuges vollzogen; im Umfang der Instandhaltungsstufe TR-1 wurden jeweils nach zwei Monaten Betrieb durchgeführt; die Instandhaltungsstufe TR-3 wurden nach jeden 120000 km vollzogen, nur nicht mehr als zwischen zwölf Monaten. Die Instandhaltungsstufen TR-2 wurden bei dem Diesel-Zug nicht durchgeführt.
Hauptuntersuchungen wurden an dem Zug in folgendem Rhythmus durchgeführt; die Instandhaltungsstufe KR-1 nach 480000 km, nur nicht mehr als 4 Jahre Zwischenraum; die Instandhaltungsstufe KR-2 nach 960000 km, nur nicht mehr als 8 Jahre Zwischenraum. Die Hauptuntersuchungen wurden von dem Ausbesserungswerk in Welikije Luki durchgeführt.
Die Lokomotivbrigade des Diesel-Zuges bestand aus zwei Mitarbeitern; einem Maschinisten und einem Hilfsmaschinisten. Der Maschinist hatte seinen Arbeitsplatz in der Kabine am Kopf des Zuges, der Hilfsmaschinist ebenfalls in der Kabine oder am anderen Ende des Zuges je nach Tageslage. Außer der Lokomotivbrigade konnte der Zug noch mit ein oder zwei Zugführern in Abhängigkeit seiner Bestimmung besetzt sein.